# James B. Ray
James Brown Ray, född 19 februari 1794 i Jefferson County, Kentucky, död 4 augusti 1848 i Cincinnati, Ohio, var en amerikansk politiker (obunden). Han var Indianas guvernör 1825–1831.
Ray studerade juridik i Ohio och flyttade 1818 till Indiana. År 1822 tillträdde han som ledamot av Indianas senat. Indianas viceguvernör Ratliff Boon avgick 1824 och Ray tillträdde som tillförordnad talman i delstatens senat. I den egenskapen efterträdde han 1825 William Hendricks som guvernör efter dennes avgång. År 1831 efterträddes Ray som guvernör av Noah Noble. Ray avled 1848 och gravsattes på Spring Grove Cemetery i Cincinnati.